# Gargara sinuata
Gargara sinuata är en insektsart som beskrevs av William D. Funkhouser. Gargara sinuata ingår i släktet Gargara och familjen hornstritar. Inga underarter finns listade i Catalogue of Life.